# BEST OF WANDS HISTORY
『BEST OF WANDS HISTORY』（ベスト・オブ・ワンズ・ヒストリー）は、2000年6月9日に発売されたWANDSのベスト・アルバムである。発売元はB-Gram RECORDS。

## 概要
WANDSの第1期から第3期までのシングル曲を中心に構成されている。初回限定盤はBOXケース付き。また、通常版とはブックレットの材質が異なる。
ライヴ音源の「世界中の誰よりきっと」と、未発表曲「太陽のため息」が初CD化され、アルバム未収録のカップリング曲「Baby Baby Baby」「FREEZE」も収録されている。

## 収録曲
- ☆印は第1期、※は第3期の楽曲。

| #         | タイトル                                                | 作詞                                      | 作曲           | 編曲       | 時間  |
| --------- | ------------------------------------------------------- | ----------------------------------------- | -------------- | ---------- | ----- |
| 1.        | 「世界が終るまでは…」                                   | 上杉昇                                    | 織田哲郎       | 葉山たけし | 5:16  |
| 2.        | 「時の扉」                                              | 上杉昇                                    | 大島康祐       | 明石昌夫   | 4:06  |
| 3.        | 「もっと強く抱きしめたなら」(☆)                         | 魚住勉・上杉昇                            | 多々納好夫     | 葉山たけし | 4:58  |
| 4.        | 「愛を語るより口づけをかわそう」                        | 上杉昇                                    | 織田哲郎       | 明石昌夫   | 4:29  |
| 5.        | 「恋せよ乙女」                                          | 上杉昇                                    | 大島康祐       | 葉山たけし | 3:30  |
| 6.        | 「Jumpin' Jack Boy」                                    | 上杉昇                                    | 栗林誠一郎     | 葉山たけし | 3:38  |
| 7.        | 「Secret Night 〜It's My Treat〜」                      | 上杉昇 英作詞(“It's My Treat”):栗林誠一郎 | 栗林誠一郎     | 池田大介   | 5:28  |
| 8.        | 「Same Side」                                           | 上杉昇                                    | 上杉昇・柴崎浩 | WANDS      | 5:04  |
| 9.        | 「WORST CRIME〜About a rock star who was a swindler〜」 | 上杉昇                                    | 柴崎浩         | 柴崎浩     | 4:08  |
| 10.       | 「錆びついたマシンガンで今を撃ち抜こう」(※)             | 小松未歩                                  | 小松未歩       | 池田大介   | 4:42  |
| 11.       | 「明日もし君が壊れても」(※)                             | 坂井泉水                                  | 大野愛果       | WANDS      | 4:18  |
| 12.       | 「世界中の誰よりきっと 〜Live Version〜」               | 上杉昇・中山美穂                          | 織田哲郎       | WANDS      | 2:55  |
| 13.       | 「太陽のため息」                                        | 上杉昇                                    | 柴崎浩         | 葉山たけし | 4:07  |
| 14.       | 「Baby Baby Baby」(☆)                                   | 上杉昇                                    | 大島康祐       | 大島康祐   | 3:49  |
| 15.       | 「FREEZE」(※)                                           | 杉元一生                                  | 杉元一生       | WANDS      | 5:06  |
| 16.       | 「DON'T CRY」                                           | 上杉昇                                    | 川島だりあ     | 葉山たけし | 4:55  |
| 17.       | 「Please tell me Jesus」(※)                             | 和久二郎                                  | 宇徳敬子       | WANDS      | 3:50  |
| 18.       | 「AWAKE」(※)                                            | 木村真也                                  | 杉元一生       | WANDS      | 3:31  |
| 合計時間: | 合計時間:                                               | 合計時間:                                 | 合計時間:      | 合計時間:  | 77:50 |

## 楽曲解説
- 収録曲の詳細は、各項目を参照。

1. 世界が終るまでは…
  - 8thシングル。
2. 時の扉
  - 4thシングル。
3. もっと強く抱きしめたなら
  - 3rdシングル。
4. 愛を語るより口づけをかわそう
  - 5thシングル。
5. 恋せよ乙女
  - 6thシングル。
6. Jumpin' Jack Boy
  - 7thシングル。
7. Secret Night 〜It's My Treat〜
  - 9thシングル。
8. Same Side
  - 10thシングル。
9. WORST CRIME〜About a rock star who was a swindler〜
  - 11thシングル。
10. 錆びついたマシンガンで今を撃ち抜こう
  - 12thシングル。
11. 明日もし君が壊れても
  - 14thシングル。
12. 世界中の誰よりきっと 〜Live Version〜
  - 1993年12月のビデオ・シューティングギグの音源である。
  - 1番しか歌われておらず、収録時間も2分55秒と短い。
13. 太陽のため息
  - 未発表曲。
  - レコーディングされたのは1995年に発売されたアルバム『PIECE OF MY SOUL』の頃である。
  - ドラムスは青山純、ベースは渡辺直樹が参加している。
14. Baby Baby Baby
  - 2ndシングル「ふりむいて抱きしめて」カップリング。
15. FREEZE
  - 15thシングル『「今日、ナニカノハズミデ生きている」』カップリング。
16. DON'T CRY
  - 3rdアルバム『Little Bit…』収録。
17. Please tell me Jesus
  - 6thアルバム『AWAKE』収録。
18. AWAKE
  - 6thアルバム『AWAKE』収録。

## 参加ミュージシャン
- 収録曲の参加ミュージシャンの詳細は、各項目を参照。

### WANDS
| 第1期（1991年〜1992年） - Vocal：上杉昇 - Guitar：柴崎浩 - Keyboards：大島康祐 | 第2期（1992年〜1997年） - Vocal：上杉昇 - Guitar：柴崎浩 - Keyboards：木村真也 | 第3期（1997年〜2000年） - Vocal：和久二郎 - Guitar：杉元一生 - Keyboards：木村真也 |

#### 太陽のため息
- Drums：青山純
- Bass：渡辺直樹
- Keyboards：小野塚晃 from DIMENSION